# Telekommunikation

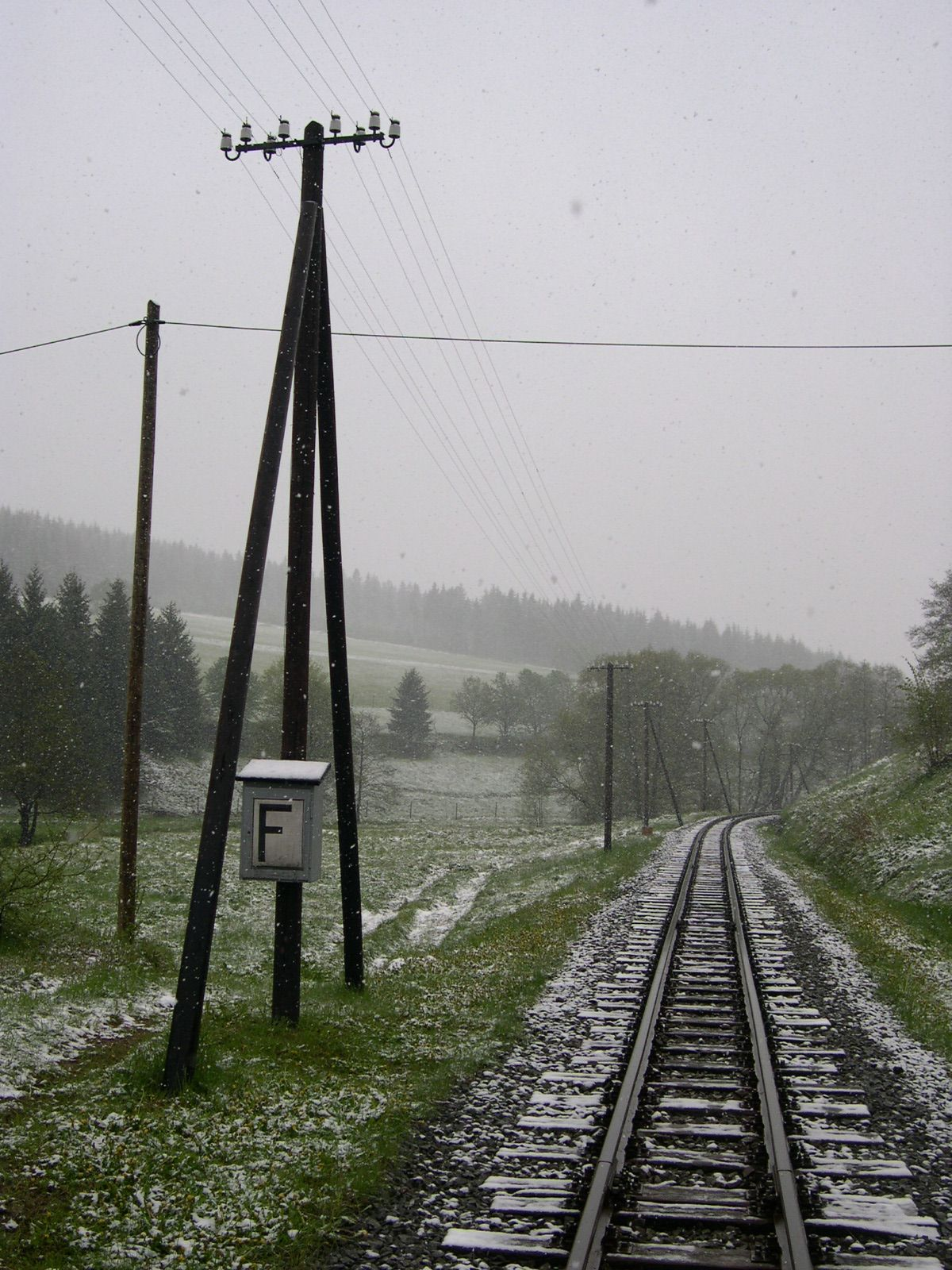
Alter Telegrafenmast mit Blank-
drahtleitungen und Kasten für Streckentelefon (Fernsprecher) an der Preßnitztalbahn. Dahinter ein kreuzendes Luftkabel

Als Telekommunikation (kurz TK, von altgriechisch τηλέ tilé, deutsch ‚fern‘ und lateinisch communicare ‚gemeinsam machen, mitteilen‘) oder Fernmeldewesen wird jeglicher Austausch von Informationen und Daten über eine räumliche Distanz hinweg bezeichnet.

## Allgemeines
Telekommunikation ist erforderlich, sobald sich der Absender und Empfänger einer Information gegenseitig außer Ruf- oder Sichtweite befinden. Sie dient damit der Raum- und auch der Zeitüberbrückung. Zwecks Nachrichtenübertragung benötigen Absender und Empfänger ein Medium oder Kommunikationsmittel, das die zu übertragende Information transportiert. Nach § 3 Nr. 59 TKG ist Telekommunikation der technische Vorgang des Aussendens, Übermittelns und Empfangens von Signalen mittels Telekommunikationsanlagen. Unter letzteren versteht § 3 Nr. 60 TKG „technische Einrichtungen oder Systeme, die als Nachrichten identifizierbare elektromagnetische oder optische Signale senden, übertragen, vermitteln, empfangen, steuern oder kontrollieren können“.

## Definition und Abgrenzung
Das zum Fremdwort „Telekommunikation“ gehörende deutsche Wort ist Fernmeldewesen. Es wird aber seit Mitte der 1990er-Jahre praktisch nur noch bei militärischen Einrichtungen und im Katastrophenschutz verwendet (im Katastrophenschutz wird neuerdings oft auch von „Information und Kommunikation“ (IuK), gesprochen) und ist in der Umgangssprache fast völlig verschwunden, da besonders die auf diesem Gebiet tätigen Unternehmen das Wort „Telekommunikation“ verwenden.
Im engeren Sinne wird heute Telekommunikation als Datenaustausch unter Verwendung von Elektrotechnik, Elektronik, Funktechnik und anderer neuzeitlicher Übertragungstechnologie verstanden. Die ersten Telekommunikationsdienste in diesem Sinne waren Telegrafie (Fernschreiben) und Telefonie, auch Fernmelden genannt. Vor dem Aufkommen von Computern gab es bereits als Fernwirken bezeichnete Datenübertragungsdienste zur Steuerung von Anlagen. Telekommunikationseinrichtungen sind heute ein elementarer Bestandteil der Infrastruktur. Aus diesem Grund ist zur Vermeidung räumlicher Disparitäten ihre Bereitstellung eine Gemeinschaftsaufgabe der Raumentwicklung (also in der Praxis eine Staatsaufgabe). 
Seit Beginn der Liberalisierung (in Deutschland ab 1. Juli 1989) werden Telekommunikationsdienste im Wettbewerb erbracht, die Grundversorgung wird durch eine Universaldienstverpflichtung gewährleistet. Verschiedene Betreiber haben seither eigene Netze für die Übertragung und Knoten für die Verteilung eingerichtet oder entsprechende Teile anderer Netze unter Vertrag.

## Geschichte
Als erste Formen der Telekommunikation gelten Boten oder Kuriere, die mündliche oder schriftliche Nachrichten überbrachten, sowie Rauchzeichen und Trommelsignale. Rauchzeichen, Feuerzeichen und Trommelsignale zwecks Nachrichtenübermittlung gab es bereits in der Urgeschichte.
Alle großen Kulturvölker, von den Azteken bis zu den Römern, verwendeten so genannte Vexilloide (lateinisch vexillum, „Fahne“), eine frühe Art der Standarte. Diese mit Emblemen aus Holz, Metall oder Leder verzierten Stangen fand man bereits als Abbildungen auf 5500 Jahre alten altägyptischen Tonwaren. Aischylos beschrieb in der Orestie im Jahre 458 vor Christus die Feuerpost (Fackelpost), mit deren Hilfe im Trojanischen Krieg 1148 v. Chr. die Nachricht von der Einnahme Trojas verbreitet wurde. Etwa 1000 v. Chr. gab es die erste Taubenpost durch Brieftauben. Der Bote Pheidippides überbrachte im August 490 v. Chr. nach der Schlacht bei Marathon die Nachricht vom Sieg über die Perser und war damit Vorläufer des heutigen Marathonlaufs. Im Jahre 405 v. Chr. kam erstmals der Heliograf (Spiegeltelegraf) zum Einsatz. Im römischen Reich verwendeten die Römer auf dem Limes bis zum 6. Jahrhundert nach Christus Spiegel, Rauch, Feuersignale oder Posaunenstöße (lateinisch tubae) als Alarmzeichen. Flavius Vegetius Renatus erläuterte im 4. Jahrhundert nach Christus in seinem Abriss des Militärwesens (lateinisch Epitoma rei militaris): „Wenn Truppen getrennt sind, zeigen sie bei Nacht durch Feuer, bei Tag durch Rauch den Bundesgenossen an, was auf andere Weise nicht übermittelt werden kann.“ Im Spätmittelalter und in der frühen Neuzeit setzte man Kreidfeuer oder Lärmfeuer zur Signalisierung herannahender Gefahren ein.
Die von Robert Hooke 1684 angestellten Überlegungen zur optischen Telegrafie ließen sich zunächst nicht realisieren, Christoph Ludwig Hoffmanns Versuche aus 1782 gerieten in Vergessenheit. Erst Claude Chappe gelang 1794 eine 270 Kilometer lange optische Telegrafenlinie zwischen Paris und Lille. Die im April 1833 durch Carl Friedrich Gauß und Wilhelm Eduard Weber erfundene elektrische Telegrafie erhielt mit dem von Samuel Morse im April 1838 konstruierten und 1844 verbesserten Schreibtelegrafen wichtige Impulse. Am 24. Mai 1844 sandte Morse die erste Telegrafie von Washington, D.C. nach Baltimore. Für die telegrafisch übermittelten Nachrichten wurde 1852 in den USA das Wort „Telegramm“ (englisch telegram) vorgeschlagen. Der Pony-Express mit Postreitern nahm nach einer Initiative von William Hepburn Russell am 3. April 1860 den Betrieb zwischen St. Joseph und Sacramento auf. Philipp Reis stellte am 26. Oktober 1861 in Frankfurt am Main das erste funktionstüchtige Telefon vor, Alexander Graham Bell erhielt für seine Konstruktion am 7. März 1876 in den USA ein Patent. Nachdem der Generalpostmeister Heinrich von Stephan einen Bericht in der „Scientific American“ vom 6. Oktober 1877 über Bells Gerät und seine Möglichkeiten gelesen hatte, wurden umgehend Exemplare bestellt und erprobt. Da Bell für Deutschland (wohl versehentlich) kein Patent beantragt hatte, konnte die Telegrafenbauanstalt Siemens & Halske das Telefongerät von Bell nachbauen und verbessern. Bereits 1877 erhöhte sich dort die Tagesproduktion auf bis zu 700 Geräte, von Stephan gab ihnen den Namen „Fernsprecher“. Guglielmo Marconi beantragte am 2. Juni 1896 das Patent für die Drahtlostelegrafie, die er am 27. Juli 1896 öffentlich vorstellte. 
Inzwischen konnte am 28. Juli 1866 die erste dauerhafte Kabelverbindung für Telegrafie über den Atlantik (Transatlantisches Telefonkabel) in Betrieb genommen werden. Im Jahre 1875 beschrieb Werner von Siemens eine Photozelle aus Selen, George R. Carey verfolgte bis 1879 die Idee, Bilder mit Hilfe eines Feldes aus Selen-Photozellen zu übertragen (erst 1909 realisiert). Édouard Estaunié gilt als Schöpfer des Kunstworts Telekommunikation, das er 1904 als Buchtitel verwandte. Im August 1906 wurde das erste Untersee-Fernsprechkabel im Bodensee mit 12 km Länge verlegt, am 10. Juli 1908 wurde in Hildesheim das erste öffentliche Wählamt Europas in Betrieb genommen. Als Rechtsnachfolgerin der im Mai 1871 gegründeten Reichspost entstand im Dezember 1947 die Deutsche Post, im April 1950 für die BRD in Deutsche Bundespost umbenannt.
Im 20. Jahrhundert revolutionierten wichtige Erfindungen die Telekommunikationstechnik. Die Entwicklung des Internets seit Oktober 1969 förderte die Digitalisierung und brachte die digitale Revolution, die neben digitalen Tonträgern auch die Bildträger (Fotografie, Film) erfasste. Als Erfinder der E-Mail gilt Ray Tomlinson, als er im November/Dezember 1971 eine internetbasierte E-Mail an sich selbst verschickte. Michael Rotert erhielt am 3. August 1984 in Deutschland die erste E-Mail. Der erste Fernkopierer gelangte am 28. Oktober 1974 als „Infotec 6000“ auf den Markt, die Deutsche Bundespost führte den Faxdienst „Telefax“ im Januar 1979 mit einer Übertragungszeit von drei Minuten pro DIN-A4-Seite ein. Es folgten Teletex (März 1981), Bildschirmtext (Österreich im Juni 1982, Deutschland im September 1983) oder Videotext (WDR Fernsehen seit dem 3. Januar 1983, deutschlandweit seit Januar 1990). Japan begann im Jahre 1984 mit dem Pilotbetrieb von ISDN, Deutschland folgte 1987. Das transatlantische Telefonkabel gibt es seit 1989 erstmals in Glasfasertechnik. Die rasante IT-Industrialisierung brachte mit dem Motorola International 3200 im September 1991 das erste digitale GSM-fähige Mobiltelefon hervor, das die digitalen Medien ergänzte. Es löste auch in Deutschland ab dem Jahr 1998 einen regelrechten Handyboom aus.

## Weltweite Kapazität
Die effektive weltweite Kapazität, Informationen über bidirektionale Telekommunikationsnetze auszutauschen, betrug 281 (optimal komprimierte) Petabyte im Jahr 1986 und wurde 2007 auf 65 (optimal komprimierte) Exabyte geschätzt (oder 65.000 Petabyte). Dies entspricht täglich 2 Seiten Tageszeitung pro Person im Jahr 1986, und 6 ganzen Tageszeitungen täglich pro Person im Jahr 2007. Die durchschnittliche Wachstumsrate ist 28 % pro Jahr.

## Arten
Man unterscheidet zwischen asynchroner und synchroner Telekommunikation. Bei der asynchronen Telekommunikation werden die Nachrichten aufgezeichnet oder aufgeschrieben, mit zeitlicher Verzögerung zum Empfänger transportiert und erst dann (vielleicht) von ihm rezipiert (Brief, E-Mail, Telefax, Anrufbeantworter). Die synchrone Telekommunikation stellt eine wechselseitige Kommunikationsverbindung her, die Absender und Empfänger in direkten Kontakt bringt (Telefonie, Videokonferenz, Chatten).
Im Hinblick auf die Signalübertragung gibt es:
- das physisch transportierte Medium: Post, mündliche Überbringung durch Boten,
- optische Telegrafie: Rauch- oder Feuerzeichen, Flaggenzeichen, Spiegeltelegraphen oder Infrarot,
- Schallzeichen: Nebelhorn, Sirene oder Jagdhorn,
- kabelgebunden: Elektrischer Telegraf, Telefon, Fernschreiber oder
- drahtlos: Funktelegrafie, Sprechfunk, Rundfunk.

In der heutigen Nachrichtentechnik erfolgt Telekommunikation fast ausschließlich über Kabel (Fernmeldekabel, Koaxialkabel, auch über das Stromnetz) oder mittels Funktechnik drahtlos. Bis in die jüngste Vergangenheit hatte die optische Telekommunikation zudem eine gewisse Bedeutung im Rahmen von Infrarot-Fernbedienungen und -Modems und als Optischer Richtfunk.

## Telekommunikationstechnik
Schnittstellen – Anschlüsse
TAE steht für Telekommunikations-Anschluss-Einheit und ist eine in Deutschland benutzte Anschlussdose für Telekommunikationsanschlüsse.
Diese Anschlussdose war nach der Liberalisierung die Voraussetzung um einen privaten Fernsprechapparat, Anrufbeantworter usw. anzuschließen. Zuvor gab es die Verbinderdose (VDo) oder die Anschlussdose (ADo). Andere Anschlüsse: RJ-Steckverbindung oder auch WE-Stecker/Buchsen (Westernstecker), auch UAE für Universal-Anschluss-Einheit genannt.
Auch bei ISDN sowie DSL wird die TAE-Dose bis heute als Übergabeschnittstelle verwendet.
Bei anderen Anbietern ist diese Schnittstelle gegebenenfalls nicht offengelegt und eine Zwangsinstallation des Provider-Equipments muss verwendet werden.
Modem (Analog)
Analog ist die Übertragung der Signale in Sinuswellen, die z. B. von der Sprache erzeugt in elektrischer Form übertragen in Schallwellen wieder ausgegeben werden (Sprache → Mikrofon → Leitungsweg → Lautsprecher → Schallwelle).
Zur Verwendung werden Modulatoren und Demodulatoren (Modems) eingesetzt. Modemverbindungen gibt es mit bis 56 kbit/s Datenübertragungsrate in Deutschland.
ISDN – Integrated Services Digital Network (Digital)
ISDN ist das Kürzel für Integrated Services Digital Network und ist der internationale Standard für ein digitales Telekommunikationsnetz. Über dieses Netz werden verschiedene Dienste wie Fernschreiben (Telex), Teletex, Datex-L (leitungsvermittelte Datenübertragung), Datex-P (paketvermittelte Datenübertragung) und Telefon übertragen und vermittelt.
ISDN-Verbindungen werden mit 64 kbit/s Datenübertragungsrate in Deutschland angeboten. Bei einem Basis-Anschluss kann die Kapazität durch Kanalbündelung verdoppelt werden.
Ein Primärmultiplexanschluss (30 B-Kanäle gebündelt) hat eine Kapazität von 2 MBit/s in Down- und Upstream.
DSL – Digital Subscriber Line
Über die Digital Subscriber Line (DSL, englisch für Digitale Teilnehmeranschlussleitung) können Daten mit hoher Übertragungsrate senden und empfangen (1.000 kbit/s bis 500 Mbit/s).
Die unterschiedlichen DSL-Varianten (Digital Subscriber Line) nutzen allesamt den bisherigen Telefonanschluss als Kundenzugang, also eine einzige verdrillte Kupferdoppelader.
ADSL – Asymmetric Digital Subscriber Line
ADSL bzw. ADSL 2+, die asymmetrische digitale Anschlussleitung, erlaubt die Bereitstellung von Übertragungskapazität asymmetrisch, dass die Übertragungsgeschwindigkeit im Downstream (1,5 bis 16 Mbit/s) höher ist als im Upstream (16 bis 768 Kbit/s). Mithilfe einer vorgeschalteten Weiche, dem „Splitter“, wird der Telefondienst auf der Kupferleitung dabei von den hochbitratigen Datenanwendungen getrennt, sodass die Leitung parallel zur Datenübertragung genutzt werden kann.
VDSL – Very High Speed Digital Subscriber Line
Die schnellste asymmetrische DSL-Variante ist VDSL2 (Very High Speed Digital Subscriber Line) mit kombinierten Übermittlungsraten von bis zu 350 Mbit/s (Upstream + Downstream), im Netzanschlussbereich über eine Kupferdoppelader. Die Übertragung ist allerdings nur für relativ kurze Übertragungsstrecken möglich. Die VDSL-Technik wurde speziell für den Einsatz in hybriden Glasfaser-/Kupferkabelnetzen entwickelt, als Ergänzung zu ADSL und SDSL im Anschlussbereich von der Ortsvermittlung über den Kabelverzweiger bis zur Anschlussdose.
SDSL – Symmetric Digital Subscriber Line
Identische Übertragungsraten in beide Richtungen (symmetrisch) zwischen 2 und mittlerweile 20 Mbit/s ermöglicht SDSL (Symmetric Digital Subscriber Line). Da Up- und Downstream gleichzeitig und jeweils mit der gleichen, vollen Geschwindigkeit erfolgen, eignet sich der symmetrische Internetzugang vor allem für Unternehmen, die mit Kunden oder Partnern große Datenmengen übertragen oder eigene Server betreiben. Im Sprachverkehr entsprechen die Übertragungsraten zwischen 24 und 240 gleichzeitigen Gesprächen.

## Wirtschaft
Bei Unternehmen der Telekommunikationsbranche unterscheidet man zwischen den Betreibern von Telekommunikationsnetzwerken (englisch Carrier), Anbietern von Dienstleistungen – den so genannten Service Providern – und den Herstellern von Telekommunikationslösungen, welche als Zulieferer (englisch Supplier) bezeichnet werden.
Die zehn größten Telekommunikationsunternehmen der Welt sind (nach Umsatz, Stand 2015).
1. AT&T
2. Verizon Communications
3. China Mobile
4. Softbank
5. Nippon Telegraph and Telephone
6. Deutsche Telekom AG
7. Telefónica
8. KDDI
9. China Telecom
10. Orange

Die sechs größten Netzwerkausrüster der Welt sind (nach Umsatz, Stand 2015):
1. Ericsson
2. Huawei
3. Nokia[14]
4. Alcatel-Lucent
5. ZTE
6. Samsung

## Telekommunikationskosten
Wie die Bundesnetzagentur berichtet, lagen die Ausgaben für Telekommunikationsdienstleistungen aus Sicht der Privathaushalte im Jahresdurchschnitt 2008 im Vergleich zum Jahr 2007 um 3,3 Prozent niedriger. Inlandstelefonate in deutsche Festnetze kosteten Anfang 2009 nur ein Zwanzigstel gegenüber 1997. Mobilfunktelefonate kosteten 2008 im Durchschnitt 2,3 Prozent weniger als 2007.
Seit den frühen 1990er Jahren stehen im Festnetz die sogenannten Mehrwertdienste (Vorwahl 0190 und 0900) und Service-Dienste (Vorwahl 0180) zur Verfügung. Hierbei werden die Kosten für besondere telefonische und sonstige Dienstleistungen über die normale Gebührenabrechnung des Anrufers abgewickelt (siehe auch Audiotex, Callcenter).